# Hendricks County
Hendricks County är ett administrativt område i delstaten Indiana, USA. År 2010 hade countyt 145 448 invånare. Den administrativa huvudorten (county seat) är Danville.

## Geografi
Enligt United States Census Bureau så har countyt en total area på 1 059 km². 1 058 km² av den arean är land och 1 km² är vatten.

### Angränsande countyn
- Boone County - nord
- Marion County - öst
- Morgan County - syd
- Putnam County - väst
- Montgomery County - nordväst